# Escarabajo Azul
Escarabajo Azul (inglés: Blue Beetle) es el nombre de tres superhéroes ficticios que aparecen en varios cómics estadounidenses publicados por una variedad de compañías desde 1939. La más reciente de las compañías en poseer los derechos del Blue Beetle es DC Comics, que compró los derechos del personaje en 1983, utilizando el nombre de tres personajes distintos a lo largo de los años.
El Blue Beetle original fue creado por Fox Comics y luego propiedad de Charlton Comics. El primer Beetle fue Dan Garret (más tarde deletreado Dan Garrett), quien inicialmente obtuvo superpoderes de una vitamina especial, que luego se cambió para obtener poderes de un "escarabajo sagrado". El Blue Beetle original apareció no solo en su propio cómic, sino también en una serie de radio semanal.
El segundo Blue Beetle fue creado por Charlton y luego asumido por DC Comics, el sucesor de Dan Garrett conocido como Ted Kord. Kord "saltó" al universo de DC Comics durante Crisis on Infinite Earths junto a otros personajes de Charlton Comics. El segundo Blue Beetle luego protagonizó su propio cómic de 24 números. Kord nunca tuvo superpoderes, pero usó la ciencia para crear varios dispositivos que lo ayudaron a combatir el crimen. Se convirtió en miembro de la Liga de la Justicia de América y luego fue asesinado durante el cruce Crisis infinita de DC Comics.
El tercer Blue Beetle, creado por DC Comics, es Jaime Reyes, un adolescente que descubrió que el escarabajo Blue Beetle original se transformó en un traje de batalla que le permitió luchar contra el crimen y viajar por el espacio. Con los años, Reyes se convirtió en miembro de los Jóvenes Titanes y protagonizó dos series de cómics de Blue Beetle. En el reinicio de "New 52" de DC Comics en 2011, Jaime Reyes era el personaje principal de Blue Beetle, y solo ocasionalmente se refería a versiones pasadas. Sin embargo con la revisión de continuidad posterior "DC Rebirth" se restauraron las versiones anteriores. Jaime Reyes es el personaje protagonista de la película Blue Beetle (2023) del Universo extendido de DC.

## Historia de la publicación
La primera aparición del Blue Beetle original, Dan Garrett, fue en Mystery Men Comics #1 (agosto de 1939) de la editorial Fox Comics, creado por Charles Nicholas Wojtkowski (como Charles Nicholas) Se trataba de un policía novato que usaba equipo especial, como un chaleco antibalas, que tomaba una "vitamina" que le concedía superfuerza, y que contaba con la ayuda de un vecino farmacéutico para combatir el crimen. El personaje empezó en una serie de cómics, tiras de prensa y seriales de radio pero, al igual que muchos otros superhéroes de la Edad de Oro, cayó en el olvido en la década de los 50. La serie de cómics tuvo una rara sucesión de anomalías en su publicación: 19 números, del #12 al #30, fueron publicados bajo el sello Holyoke Publishing; no hubo un número #43; la frecuencia de su publicación variaba constantemente, etc.
A mediados de los años 50, Fox Comics cerró y vendió los derechos de Blue Beetle a Charlton Comics. Esa compañía publicó unos pocos y esporádicos números de las aventuras del personaje de la Edad de Oro antes de lanzar a Blue Beetle en 1967. En la nueva revisión de su origen, Garrett es un arqueólogo que encuentra en Egipto un artefacto mágico, con forma de escarabajo, que le concede poderes para combatir el crimen. Charlton intentó hasta tres veces usar el personaje para que tuviera su propia colección. Dos de los intentos mantuvieron la numeración del título anterior. Estos también fueron sustituidos por otros nuevos títulos que llevaron la numeración.
Las nuevas series tuvieron una corta vida y, en 1967, Charlton introduce a Ted Kord, un estudiante de Dan Garrett que toma el papel de su antecesor a la muerte de este. Kord era un héroe inventor, que usaba una gran variedad de aparatos. Cuando se produjo el cierre de toda la línea de superhéroes de Charlton, sus derechos fueron vendidos a DC Comics en 1983, apareciendo desde entonces en sus cómics y participando en diversos supergrupos, incluyendo Liga de la Justicia.
En el 2006, DC introduce un nuevo Blue Beetle, el adolescente Jaime Reyes, cuyos poderes derivan del escarabajo de Dan Garret, el cual resulta ser una pieza de avanzada tecnología alienígena.

## Blue Beetles

### Dan Garret / Dan Garrett
El primer Blue Beetle se llamaba Dan Garrett y era hijo de un policía muerto. Aparece por primera vez en el n.º 1 de Mystery Men Comics, de 1939. En esta historia crea un traje antibalas y adquiere superfuerza gracias a una vitamina. Este personaje es un investigador muy inteligente.
Charlton Comics le da un nuevo origen, convirtiéndolo en un arqueólogo que encuentra un escarabajo egipcio que le otorga superpoderes, tales como la capacidad de volar, superfuerza y luminosidad.

### Ted Kord
En 1966 aparece Ted Kord, el penúltimo y más famoso Blue Beetle. Ted es un exestudiante de Dan Garrett e inventor genial y gran atleta, que une ambas habilidades con su BB gun y su escarabajo volador para luchar contra el crimen. Esta versión del Blue Beetle fue creada por el co-artista de Spider-Man, Steve Ditko.
En los años 80, DC Comics introduce a los personajes de Charlton Comics en su universo de la saga cósmica Crisis en Tierras Infinitas. Después, Blue Beetle obtiene su propia serie regular, que tuvo una duración de 24 números. Se une a la nueva versión de la Liga de la Justicia, llamada posteriormente Liga de la Justicia Internacional, en la cual hace equipo y amistad con Booster Gold. Tras la muerte de Hielo (Tora Olaffsdotter), que deriva a la reestructuración de la Liga, Beetle forma su propia rama de la Liga, junto a Booster, Capitán Atom y otros, en la serie Extreme Justice. Posteriormente se forma el grupo L.A.W., junto a los demás personajes de Charlton. Finalmente se une a los Super Buddies.
En Cuenta regresiva a la Crisis Infinita, Ted descubre que el satélite creado por Batman, para espiar a los héroes de todo el mundo, ha sido robado y controlado por un extraño. Su solitaria búsqueda lo lleva hasta Maxwell Lord, que se encuentra ahora a la cabeza de la corrupta organización Checkmate. Lord le ofrece unirse a él o morir. Tras la negativa de Beetle, Max lo asesina de un disparo en la cabeza. Este es uno de los sucesos que desencadenan la Crisis Infinita.

### Jaime Reyes
Durante Crisis Infinita se revela que Ted Kord ha recuperado el escarabajo mágico del primer Blue Beetle, el cual es tomado por Shazam. Tras la muerte del hechicero durante su lucha contra el Espectro (Día de Venganza) y la destrucción de la Roca de la Eternidad, el escarabajo cae en El Paso, Texas y es encontrado por un joven estudiante americano hijo de mexicanos llamado Jaime Reyes.
Booster Gold persigue a Jaime Reyes para quitarle el escarabajo, pero cuando a la mañana siguiente entra a la casa del muchacho, descubre que el escarabajo se ha deslizado hacia Jaime Reyes mientras este dormía y se ha fundido con su columna vertebral, convirtiéndole así en el nuevo Blue Beetle. La nueva encarnación del héroe posee una armadura simbiótica con avanzada tecnología alienígena que le confiere sus poderes, así como acceso a todo tipo de armamento y capacidad de intervenir en avanzados sistemas informáticos a voluntad.
Durante la Crisis Infinita, el nuevo Blue Beetle es llevado por Booster Gold a la Batcueva para encontrar al Hermano Ojo. Mientras Blue Beetle realiza la misión consigue hacer visible el satélite del Hermano Ojo. Después, Blue Beetle desaparece tras decir: «El escarabajo dice que hemos acabado y que ahora tenemos que alejarnos de los Linternas Verdes». Después de esto, el joven desaparece por un año.
Eventualmente se descubre que el escarabajo que se fusionó con Jaime es un caballo de Troya enviado a la Tierra por una misteriosa colonia alienígena llamada La Extensión. Esta civilización envía a cada planeta con vida inteligente un escarabajo para que crear a un gran héroe, el cual luego activaría un protocolo secreto para dominar a su huésped y conquistar su planeta. Son enemigos naturales de los Green Lantern, lo cual hace que Jaime frecuentemente se vea en malentendidos con los vigilantes de este cuerpo.
Jaime vive en el área de El Paso, Texas, y Ciudad Juárez. Tiene una familia hispana muy grande y muy fuerte que le da firme apoyo en todas sus actividades. A lo largo del cómic se puede observar aspectos de la vida de las comunidades latinas en los Estados Unidos. La novia de Jaime, Traci 13, es una joven hechicera. No es hispana, pero se lleva muy bien con la familia Reyes. Christopher Smith, también conocido como Peacemaker, también se convirtió en mentor del joven Blue Beetle.
Entre los superhéroes, el mejor amigo de Blue Beetle es el Doctor Medianoche, un super-cirujano muy sabio que le da valiosos consejos al joven.
Jaime coprotagonizó junto con el resto de la ex Justice League International en Justice League: Generation Lost.
Después de la historia de "Flashpoint" de DC, Blue Beetle fue uno de los 52 títulos mensuales lanzados en septiembre de 2011, nuevamente protagonizado por Jaime Reyes. La serie fue cancelada después de 17 números en enero de 2013.

## El Escarabajo – Khaji Da
El escarabajo Blue Beetle, que anteriormente se mostraba como un artefacto de la magia, luego se reconfigura como una herramienta de guerra de Reach, una antigua raza de merodeadores cósmicos. Después de ser derrotados por los Guardianes del Universo hace miles de años y forzados a una tregua, Reach se hace pasar por extraterrestres benévolos que prestan su tecnología avanzada a civilizaciones en ciernes. El escarabajo es un regalo para el campeón del mundo, otorgándole asombrosos poderes y el conocimiento del Alcance para proteger a sus compañeros. En secreto, el escarabajo es parte de una mente de colmena avanzada, con su propia inteligencia artificial suplantando de forma encubierta a la del usuario. El usuario se convierte en el "último infiltrado", un agente encubierto destinado a apoderarse de su propio mundo. Sin embargo, el Escarabajo Blue Beetle está dañado y, en lugar de controlar al huésped, forma una relación simbiótica con él.
El escarabajo Blue Beetle usa su número de serie, Khaji Da, como su nombre.
En el New 52, el Reach renuncia al secreto y cada usuario queda inmediatamente poseído por el escarabajo. Luego usa el conocimiento de su anfitrión para diezmar el mundo y prepararlo para una invasión total de las fuerzas de Reach.
En DC Universe: Rebirth, Ted Kord y Jaime Reyes creen que el escarabajo es un dispositivo alienígena que se adhirió a la columna vertebral de Jaime. Kord está fascinado con este escarabajo y quiere investigar su potencial mientras Jaime le teme. Cuando Jaime sale del laboratorio de Kord para ir a la escuela, el Dr. Fate aparece en el laboratorio para advertir a Kord que el escarabajo no es un dispositivo alienígena, sino magia. Esto despierta aún más el interés de Kord en el potencial del escarabajo.

## Apariciones en otros medios

### Televisión
- Jaime Reyes como Blue Beetle hizo una aparición en la serie animada Batman: The Brave and the Bold. A su vez, Ted Kord apareció en dos episodios de la misma serie, así como en Liga de la Justicia Ilimitada
- También hace una aparición en el episodio 18, llamado Booster, de la última temporada de Smallville, interpretado por el actor Jaden Brandt Bartlett.
- Blue Beetle (Jaime Reyes) hace su aparición en la serie animada de la temporada 2 de Young Justice.
- Jaime Reyes aparece en la serie animada, Justice League Action, expresada nuevamente por Jake T. Austin.
- El personaje de Ted Kord iba a aparecer en la tercera temporada de Arrow, del Arrowverso, pero por haber proyectos con el personaje fue reemplazado por Atom (Ray Palmer).
- La versión de Ted Kord de Blue Beetle aparece en la temporada 2 de DC Super Hero Girls, con la voz de Max Mittelman.

### Películas
- Alan Moore reconoció que el personaje de su obra "Watchmen", Night Owl I (Búho Nocturno I) se basó en el primer Blue Beetle, y Night Owl II (Búho Nocturno II) en la tercera generación de Blue Beetle.
- Blue Beetle aparece como un miembro de los Jóvenes Titanes en la película animada Justice League vs. Teen Titans.
- Con estreno en agosto de 2023 y ya en rodaje para cine dentro del DCEU, tendrá su protagónico de acción real en solitario. Xolo Maridueña encarna a Jaime Reyes, dirigido por Ángel Manuel Soto.[5][6][7][8][9]

### Videojuegos
- Jaime Reyes también aparece en Lego Batman 3: Beyond Gotham y Lego DC Super-Villains como un personaje jugable. Jaime Reyes también es un luchador jugable en Injustice 2 como parte de Insurgencia de Batman.